# Xã Liberty, Quận Marion, Missouri
Xã Liberty (tiếng Anh: Liberty Township) là một xã thuộc quận Marion, tiểu bang Missouri, Hoa Kỳ. Năm 2010, dân số của xã này là 4.500 người.